# Wereldbeker schaatsen 2022/2023 - Wereldbeker 2
De Wereldbeker schaatsen 2022/2023 Wereldbeker 2 was de tweede wedstrijd van het wereldbekerseizoen die van 18 tot en met 20 november 2022 plaatsvond in Thialf in Heerenveen, Nederland. Patrick Roest (5000 meter) en Irene Schouten (3000 meter) reden de enige baanrecords, die allebei ook gelijk een officieus wereldrecord laaglandbaan waren.

## Tijdschema
| Datum                | Tijd (CET) | Onderdeel                                                                                  |
| -------------------- | ---------- | ------------------------------------------------------------------------------------------ |
| Vrijdag 18 november  | 16:45      | halve finales massastart 1000 m vrouwen 1000 m mannen massastart vrouwen massastart mannen |
| Zaterdag 19 november | 14:45      | 1500 m vrouwen 500 m mannen 5000 m mannen teamsprint vrouwen                               |
| Zondag 20 november   | 13:30      | 1500 m mannen 500 m vrouwen 3000 m vrouwen teamsprint mannen                               |

## Podia

### Mannen
| Wedstrijd  | Goud                                    | Tijd              | Zilver                                                      | Tijd              | Brons                                                    | Tijd              |
| 500m       | Laurent Dubreuil Canada                 | 34,34             | Wataru Morishige Japan                                      | 34,45             | Merijn Scheperkamp Nederland                             | 34,69             |
| 1000 m     | Ning Zhongyan China                     | 1.07,86           | Joep Wennemars Nederland                                    | 1.08,08           | Marten Liiv Estland                                      | 1.08,11           |
| 1500 m     | Connor Howe Canada                      | 1.43,38           | Kjeld Nuis Nederland                                        | 1.43,64           | Thomas Krol Nederland                                    | 1.43,83           |
| 5000 m     | Patrick Roest Nederland                 | 6.04,36 BR        | Sander Eitrem Noorwegen                                     | 6.08,24           | Hallgeir Engebråten Noorwegen                            | 6.09,44           |
| Massastart | Bart Hoolwerf Nederland                 | 60 punten 7.39,12 | Chung Jae-won Zuid-Korea                                    | 40 punten 7.39,27 | Andrea Giovannini Italië                                 | 20 punten 7.39,40 |
| Teamsprint | China Yang Tao Lian Ziwen Ning Zhongyan | 1.19,55           | Nederland Merijn Scheperkamp Hein Otterspeer Joep Wennemars | 1.19,82           | Verenigde Staten Austin Kleba Cooper McLeod Jordan Stolz | 1.19,90           |

### Vrouwen
| Wedstrijd  | Goud                                                  | Tijd              | Zilver                                                   | Tijd              | Brons                                                    | Tijd              |
| 500 m      | Kim Min-sun Zuid-Korea                                | 37,21             | Vanessa Herzog Oostenrijk                                | 37,48             | Jutta Leerdam Nederland                                  | 37,51             |
| 1000 m     | Jutta Leerdam Nederland                               | 1.13,77           | Miho Takagi Japan                                        | 1.13,92           | Isabel Grevelt Nederland                                 | 1.14,54           |
| 1500 m     | Antoinette Rijpma-de Jong Nederland                   | 1.53,73           | Miho Takagi Japan                                        | 1.53,92           | Marijke Groenewoud Nederland                             | 1.54,64           |
| 3000 m     | Irene Schouten Nederland                              | 3.54,04 BR        | Isabelle Weidemann Canada                                | 3.57,70           | Ragne Wiklund Noorwegen                                  | 3.58,31           |
| Massastart | Irene Schouten Nederland                              | 68 punten 8.30,34 | Marijke Groenewoud Nederland                             | 40 punten 8.48,55 | Ivanie Blondin Canada                                    | 20 punten 8.48,57 |
| Teamsprint | Nederland Michelle de Jong Marrit Fledderus Femke Kok | 1.26,57           | Canada Carolina Hiller Brooklyn McDougall Ivanie Blondin | 1.27,45           | Verenigde Staten McKenzie Browne Erin Jackson Kimi Goetz | 1.27,72           |